# Пюто, Жак Пьер Луи
Жак Пьер Луи Мари Жозеф Пюто (фр. Jacques Pierre Louis Marie Joseph Puthod; 1769—1837) — французский военный деятель, дивизионный генерал (1808 год), барон (1810 год), виконт (1822 год), участник революционных и наполеоновских войн. Имя генерала выбито на Триумфальной арке в Париже.

## Биография

### Происхождение и начало военной службы
Родился в семье капитана пехоты Клода Пюто (фр. Claude Gabriel Puthod; 1736–) и его супруги Мари Лонжарре (фр. Marie Françoise Lonjarret). Уроженец небольшого городка (современное население — восемьсот человек) Баже-ле-Шатель, стоящего на одном из притоков Роны в современном департаменте Эн.
26 октября 1785 года поступил добровольцем в пехотный полк Короны. 17 марта 1787 года был произведён в младшие лейтенанты и перевёлся в роту жандармов Дофина в Люневиле. В 1788 года эта рота была расформирована.

### Служба в годы Революционных войн
12 декабря 1791 года записался лейтенантом в 3-й батальон волонтёров Эна. 20 мая 1792 года в звании младшего лейтенанта зачислен в 1-й пехотный полк. 22 августа 1792 года зачислен в штаб Северной армии. 13 сентября 1792 года произведён в капитаны. 17 сентября был отстранён от должности, затем восстановлен. 3 октября 1792 года получил звание командира батальона штаба. Участвовал в обороне Лилля. 10 марта 1793 года Пюто был военным министром Бёрнонвилем в качестве старшего комиссара исполнительной власти Рейнской армии для набора 300 000 комбатантов, согласно указу от 24 января 1793 года.
31 октября 1793 года в Кольмаре женился на Анне Ширмер (фр. Anne Cécile Schirmer; 1771–), от которой имел дочь Каролину (фр. Caroline Joachim Puthod; 1805–1856).
2 декабря 1794 года перешёл в Рейнско-Мозельскую армию. 13 июня произведён в полковники штаба Северной армии. 7 июля 1795 года вернулся в Рейнско-Мозельскую армию. 13 апреля 1796 года был удалён со службы. 1 ноября 1796 года поступил в распоряжение военного министра.
3 декабря 1798 года зачислен в Итальянскую армию, и в марте 1799 года включён в дивизию Монришара. Участвовал в битве при Треббии против войск Суворова. 17 июля 1799 года генерал Макдональд возвёл его в чин бригадного генерала.

### Эпоха Консульства
27 января 1800 года переведён в Рейнскую армию. 25 апреля возглавил 2-ю бригаду дивизии Суама. 23 мая переведён в дивизию Гюдена. 17 июня 1800 года при переправе через Дунай в Бленхайме бригада Пюто захватила 4500 пленных, 28 орудий и обоз. 19 июня сражался у Хёхштадта, 27 июня – у Нойбурга. 11 июля Пюто возглавляет штыковую атаку трёх батальонов, с которыми взял город Фюссен, 1000 пленных и семь орудий. 29 ноября, переправившись через одну из рек в Тироле, он взял 900 пленных и захватил девять орудий. На следующий день он сражается под стенами Зальцбурга, и вновь с немалым успехом. 14 декабря переправился через Зале.
После Амьенского мира, 23 сентября 1801 года Пюто был определён в резерв. Однако, уже ровно через год – 23 сентября 1802 года возвратился к активной службе с назначением в 5-й военный округ. 29 сентября 1803 года переведён в 6-й военный округ.

### Ранняя Империя
3 апреля 1805 года стал командующим департамента Верхнего Рейна в 5-й военном округе. 24 сентября 1805 года получил назначение во 2-й резервный корпус. В январе 1806 года под началом генерала Коло служил в Голландии. 31 марта 1806 года вернулся в 5-й военный округ. 23 января 1807 года возглавил 1-й Северный легион под началом маршала Лефевра. 23 февраля 1807 года под началом Менара командовал баденской бригадой в битве при Диршау. В марте 1807 года вызван в расположение Великой Армии и возглавил 1-й бригаду 1-й пехотной дивизии генерала Мишо 10-го армейского корпуса Лефевра, и принял участие в осаде Данцига. С 1 июня 1807 года выполнял функции генерального инспектора Северного легиона. 22 октября 1807 года занял пост начальника штаба корпуса генерала Удино. 25 июня 1808 года был отозван в Берлин и назначен командиром 2-й бригады 3-й пехотной дивизии, которая с 7 сентября 1808 года входила в состав 1-го армейского корпуса маршала Виктора Армии Испании. 10 ноября 1808 года отличился в сражении при Эспиносе.

### Дивизионный генерал
24 ноября 1808 года произведён в дивизионные генералы. 8 марта 1809 года отозван в Париж и 18 апреля зачислен в состав Армии Германии. 7 мая 1809 года стал комендантом провинции Линц. С 1 июня по 30 июля командовал 4-й пехотной дивизией 3-го армейского корпуса маршала Даву, сменив на этом посту генерала Демона. 6 июля сражался при Ваграме. 9 июля Наполеон назначил Пюто командиром 3-й дивизии данного корпуса на место Гюдена, тяжело раненого при Ваграме. Известие о замене Гюдена дошло до Даву в Брюнне в День взятия Бастилии, когда он присутствовал на мессе. Выйдя из церкви, чтобы вернуться в свои покои, он встретил Пюто, который только что прибыл. Маршал подошёл к элегантно одетому генералу, носившему все свои награды в честь дня, и без всякого сердечного приветствия начал его оскорблять: «Так это вы, месье, кто претендует на замену генерала Гюдена и неужели вы думаете, что на это способны! Прежде чем я отстраню этого героического генерала от командования храброй дивизией, которую он по меньшей мере двадцать раз вёл к победе, я сломаю свой маршальский жезл». В течение дня Даву осознал, что Пюто не заслужил назначенного ему наказания; что, по сути, генерал тогда даже не знал, что ему предстоит заменить Гюдена. Без колебаний маршал послал к Пюто одного из своих адъютантов, чтобы уговорить его присутствовать на приёме, который он устроил той ночью для офицеров своего командования. Там перед всем собравшимся он взял за руку несправедливо оскорблённого генерала и попросил прощения за порыв, вызванный его привязанностью к Гюдену. Пюто был настолько впечатлён этим публичным актом покаяния, что с тех пор он оставался привязанным к Даву.
15 октября 1809 года Пюто был переведён в состав 4-го корпуса, и возглавил 4-ю пехотную дивизию.
После роспуска Армии Германии, 20 января 1810 года Пюто был переведён в Армию Брабанта Удино. 5 апреля возглавил 2-ю пехотную дивизию наблюдательного корпуса Голландии. 21 апреля Пюто был назначен командующим 25-го военного округа в Маастрихте вместо Дальманя. 1 мая его дивизия была распущена, и начал выполнять свои функции в Маастрихте. 15 августа 1811 года Пюто был отстранён от своих обязанностей за арест отправленного на задание ординарца Мормара, и 25 августа заменён. 4 октября 1811 года сменил генерала Дюрютта в должности командующего 31-м военным округом в Гронингене. 

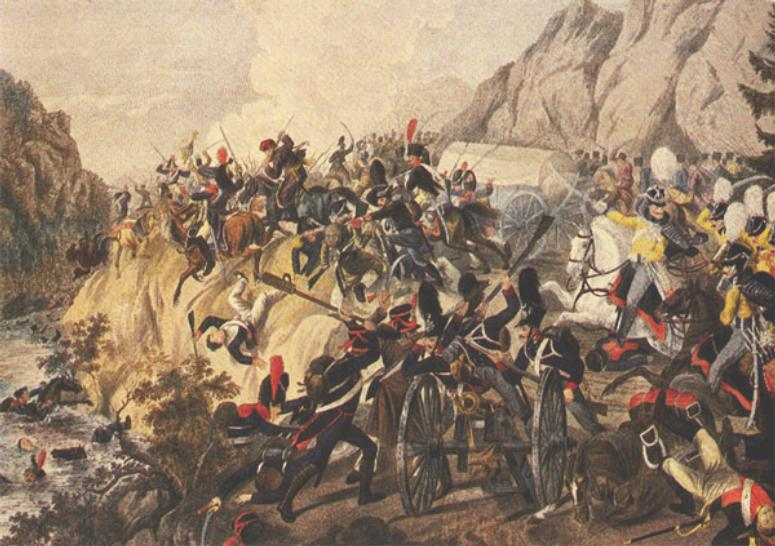
Битва при Кацбахе

18 января 1813 года вернулся к активной службе и возглавил 2-ю пехотную дивизию Эльбского наблюдательного корпуса. С 29 марта по 21 мая находился под командованием Даву. 31 марта 1813 года стал командиром 17-й пехотной дивизии 5-го армейского корпуса Лористона. 3 апреля сражался у Мёккерна. 21 мая присоединился к 5-му корпусу на поле боя у Баутцена. 31 мая после сражения с прусской гвардией у Нойкирха вынужден был эвакуироваться в Бреслау. 26 августа дивизия Пюто в составе корпуса давно знакомого ему маршала Макдональда была разгромлена в сражении при Кацбахе, потеряла до двух третей личного состава, и 29 августа генерал был взят в плен вместе с остатками своей дивизии в Левенберге.

### На службе Бурбонов

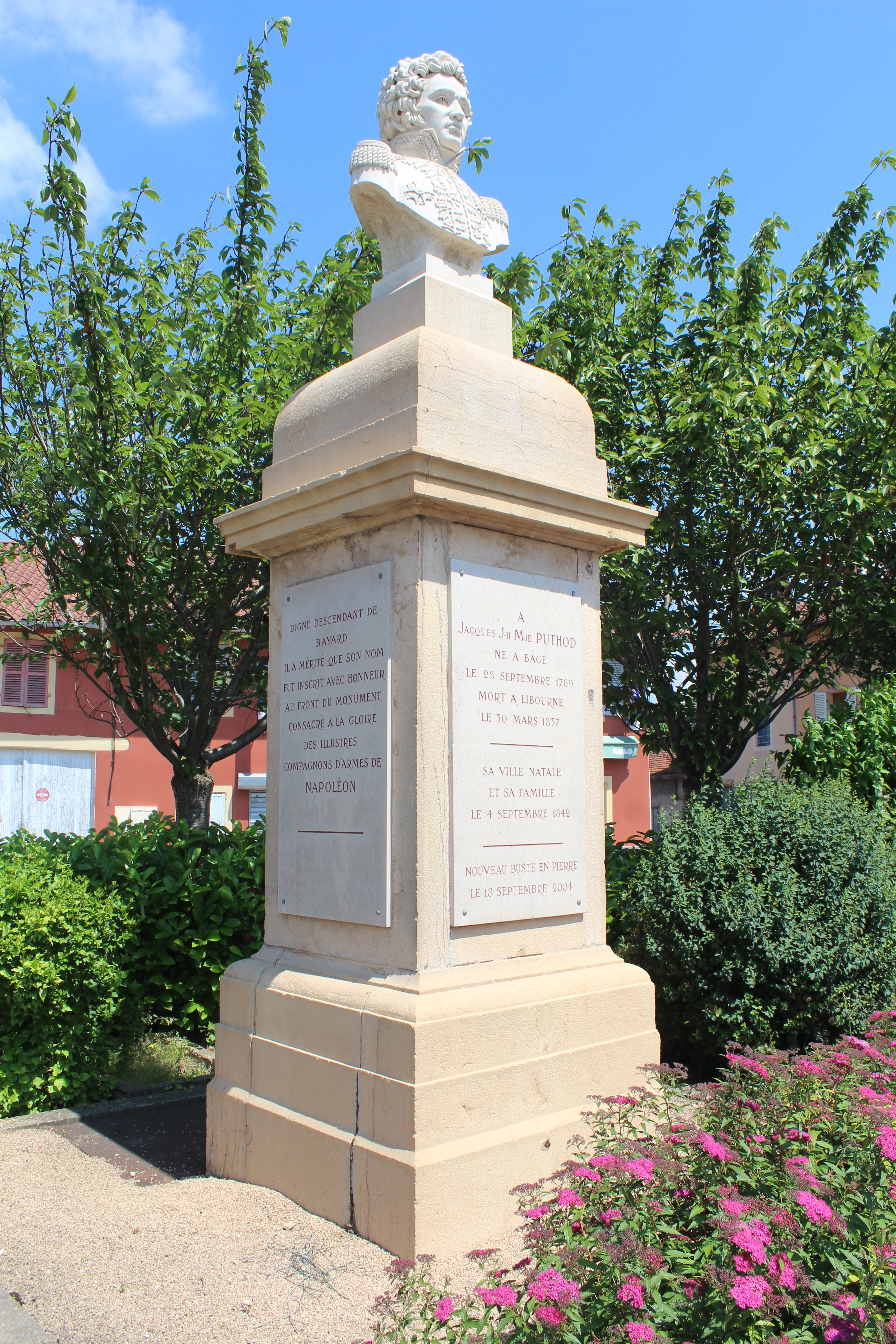
Бюст генерала Пюто на площади его имени в Баже-ле-Шателе.

В июне 1814 года, после окончания войны, он вернулся во Францию. От короля Людовика XVIII Пюто получил 29 июля 1814 года должность генерального инспектора пехоты в 5-м военном округе. В событиях «Ста дней» принял достаточно пассивное участие. 19 мая 1815 года получил должность командующего национальной гвардией 19-го военного округа в Лионе. 12 июле 1815 года, после поражения при Ватерлоо, подписал соглашение об эвакуации Лиона, и участвовал вместе с генералами Кюриалем и Пюнье де Монфором передачей Бурбонам войск Альпийской армии маршала Сюше. После встречи с маршалом Гувьоном-Сен-Сиром, военным министром, он был единственным, кто явился в Тюильри, но был плохо принят герцогом Беррийским, перепутавшим Пюто с генералом Пакто, который сделал резкое заявление против Бурбонов. С 14 августа 1815 года без служебного назначения. 30 декабря 1818 года был помещён в кадровый резерв генерального штаба. 30 марта 1820 года возглавил 14-й военный округ в Кане. С 1 октября 1829 года вновь без служебного назначения. 7 февраля 1831 года помещён в кадровый резерв. 12 августа 1831 года переведён в активное состояние. 1 октября 1834 года вышел в отставку.
Генерал Пакто скончался в Либурне 31 марта 1837 года. В родном городке Баже-ле-Шатель был установлен бюст генерала. Во время Второй мировой войны он был уничтожен немцами, но восстановлен в 2004 году по инициативе доктора Жозефа Рети (Joseph Réty), уроженца Баже и кавалера ордена Почётного легиона.

## Воинские звания
- Солдат (26 октября 1785 года);
- Младший лейтенант (17 марта 1787 года);
- Лейтенант (12 декабря 1791 года);
- Младший лейтенант (20 мая 1792 года);
- Капитан (13 сентября 1792 года);
- Командир батальона штаба (3 октября 1792 года, утверждён 30 июля 1793 года);
- Полковник штаба (13 июня 1795 года);
- Бригадный генерал (17 июля 1799 года, утверждён 19 октября 1799);
- Дивизионный генерал (24 ноября 1808 года).

## Титулы
- Барон Пюто и Империи (фр. baron Puthod et de l'Empire; декрет от 19 марта 1808 года, патент подтверждён 23 мая 1810 года в Лилле)[2][3];
- Виконт Пюто (фр. vicomte Puthod; 11 августа 1822 года).

## Награды
Легионер ордена Почётного легиона (11 декабря 1803 года)
 Коммандан ордена Почётного легиона (14 июня 1804 года)
 Кавалер военного ордена Святого Людовика (19 июля 1814 года)
 Великий офицер ордена Почётного легиона (1 мая 1821 года)